# William Ingram
William James Ingram, 1st Baronet (27 oktober 1847 - 18 december 1924) was een Brits uitgever, parlementslid en amateur-ornitholoog.

## Biografie
Hij was de zoon van Herbert Ingram (1811-1860), parlementslid en de stichter van The Illustrated London News, en Ann Little. Toen zijn vader in 1860 verdronk (samen met diens oudste zoon), erfde hij de krant en hij nam er later de leiding van over tot in 1900. Hij studeerde aan Winchester College en rechten aan Trinity College (Cambridge). Hij werd lid van de balie in 1872.
Hij werd driemaal verkozen in het House of Commons voor de Liberal Party in het kiesdistrict Boston: in 1874, 1885 en 1892. Op 9 augustus 1893 werd hij in de Britse erfelijke adel opgenomen en verkreeg hij de titel van baronet (aanspreektitel sir).
Ingram bezat een villa aan de Franse Rivièra nabij Monte Carlo. In 1911 kocht hij nog het middeleeuws kasteel van Roquebrune-Cap-Martin, dat hij in 1921 aan die gemeente schonk. Hij bezat tevens een cacaoplantage in Trinidad. Hij kocht Little Tobago, een eilandje ten noordoosten van Tobago en voerde er in 1909-1912 een vijftigtal grote paradijsvogels uit Nieuw-Guinea in, maar de soort is er waarschijnlijk uitgestorven. Na zijn dood schonken zijn erfgenamen het eilandje in 1928 aan de regering van Trinidad en Tobago, op voorwaarde dat het een vogelreservaat zou blijven.

## Eerbetoon
Ingram was (mede-)financier van zoölogische expedities door Brazilië en Australië en een aantal nieuwe soorten die daarin ontdekt werden zijn naam hem genoemd. Oldfield Thomas deed dit met de eekhoornsoort Sciurus ingrami. Ze wordt tegenwoordig beschouwd als een ondersoort van de Braziliaanse eekhoorn Sciurus aestuans. Hij noemde ook de platkopbuidelmuis (Planigale ingrami) uit Australië naar Ingram. De Australische slangensoort Pseudonaja ingrami is ook naar William Ingram vernoemd.